# Stekník
Stekník (německy Steknitz) je vesnice a část obce Zálužice na Žatecku v okrese Louny v Ústeckém kraji. Stekník se nachází asi tři kilometry od Žatce na ostrohu v Žatecké pánvi. Dominantou vesnice je zámek. Okolí vsi je charakteristické dlouhodobou tradicí pěstování a zpracování chmele, díky které se Stekník roku 2023 stal součástí regionu Krajina žateckého chmele zapsaného na seznam světového dědictví. Stekník je také název katastrálního území o rozloze 2,65 km².

## Historie
První písemná zmínka o vesnici pochází z roku 1389.

## Přírodní poměry
Jihovýchodně od vesnice vyvěrá u malé kaple pramen minerální vody. K mineralizaci dochází rozpouštěním síranů, které vznikají oxidací sulfidů v podloží tvořeném jílovci s častým výskytem krystalů sádrovce. Voda má pH 3,4 a celkový obsah rozpuštěných pevných látek ve vodě je asi 3 g·l−1.

## Obyvatelstvo
Při sčítání lidu v roce 1921 zde žilo 207 obyvatel (z toho 94 mužů), z nichž bylo 41 Čechoslováků, 162 Němců a čtyři cizinci. Kromě čtyř evangelíků se hlásili k římskokatolické církvi. Podle sčítání lidu z roku 1930 měla vesnice 218 obyvatel: 71 Čechoslováků, 145 Němců a dva cizince. Stále převažovala římskokatolická většina, ale žilo zde také deset evangelíků, devět členů církve československé, jeden příslušník jiných církví a jeden člověk bez vyznání.
|                                                                        | 1869 | 1880 | 1890 | 1900 | 1910 | 1921 | 1930 | 1950 | 1961 | 1970 | 1980 | 1991 | 2001 | 2011 |
| ---------------------------------------------------------------------- | ---- | ---- | ---- | ---- | ---- | ---- | ---- | ---- | ---- | ---- | ---- | ---- | ---- | ---- |
| Obyvatelé                                                              | 255  | 260  | 241  | 257  | 233  | 207  | 218  | 241  | 120  | 85   | 55   | 31   | 25   | 17   |
| Domy                                                                   | 34   | 34   | 34   | 39   | 39   | 39   | 48   | 36   | .    | 28   | 25   | 29   | 26   | 27   |
| Počet domů z roku 1961 je zahrnut v celkovém počtu domů obce Zálužice. |      |      |      |      |      |      |      |      |      |      |      |      |      |      |

## Pamětihodnosti
Stekník je vesnickou památkovou zónou. Na okraji vesnice stojí původně barokní zámek založený v roce 1681 žateckým měšťanem Jiřím Kulhánkem z Klaudensteinu. Dochovaná podoba je výsledkem rokokových úprav ze druhé poloviny 18. století. Na návsi stojí venkovská usedlost čp. 9 s branou, která pochází ze druhé poloviny 18. století. Bránu zdobí rokokový znak, vázy a socha svatého Vavřince. Ze stejného období pochází pozdně barokní sýpka se zdobenými štíty, vikýři a znakem. Kromě nich jsou památkově chráněné také usedlosti čp. 26 a 27. Dále se ve vesnici nachází socha Panny Marie Immaculaty a socha svatého Floriána (obě z roku 1766), socha svatého Františka (1767) a socha svatého Jana Nepomuckého z roku 1778.

## Galerie

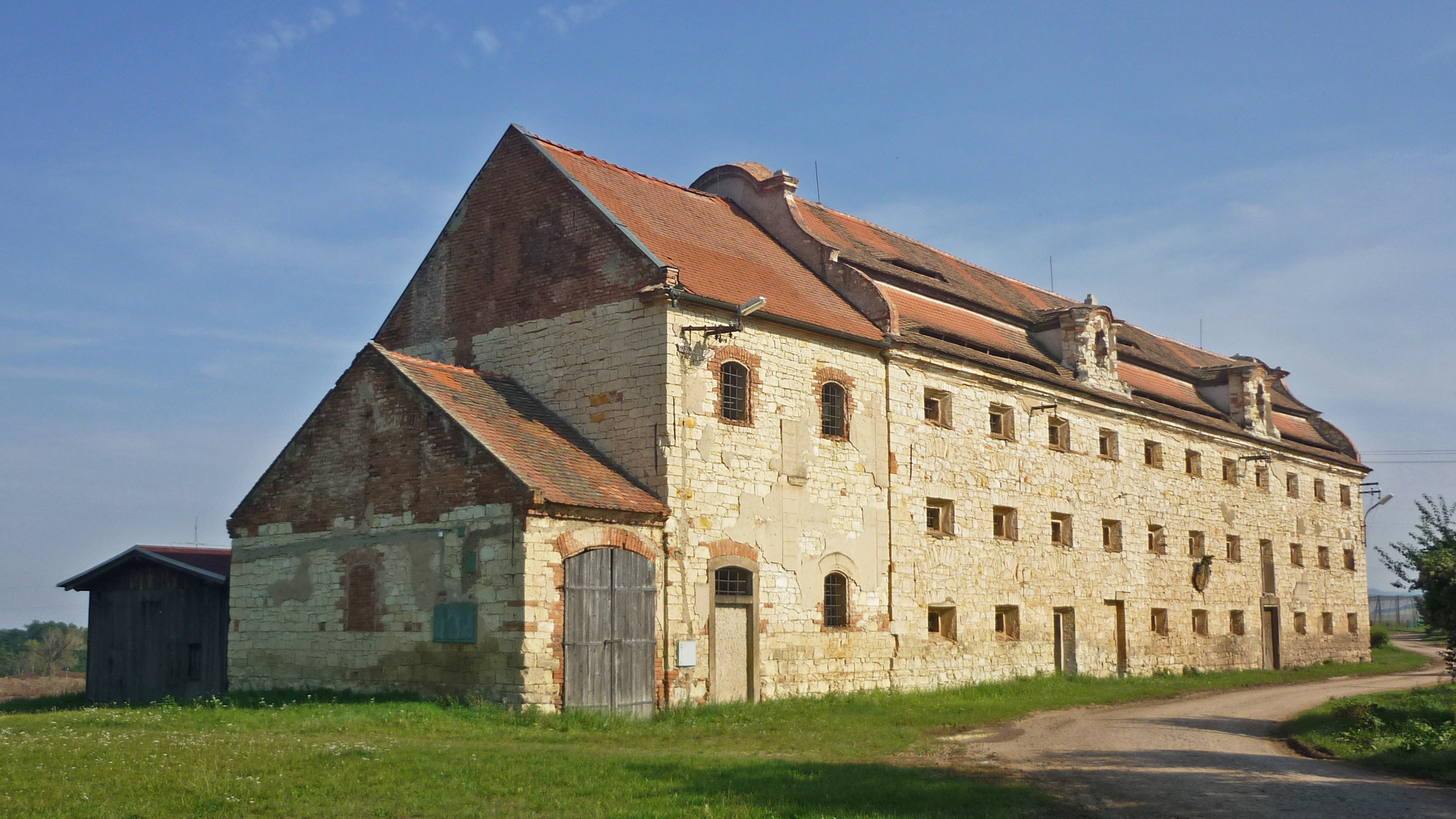
Starý špýchar
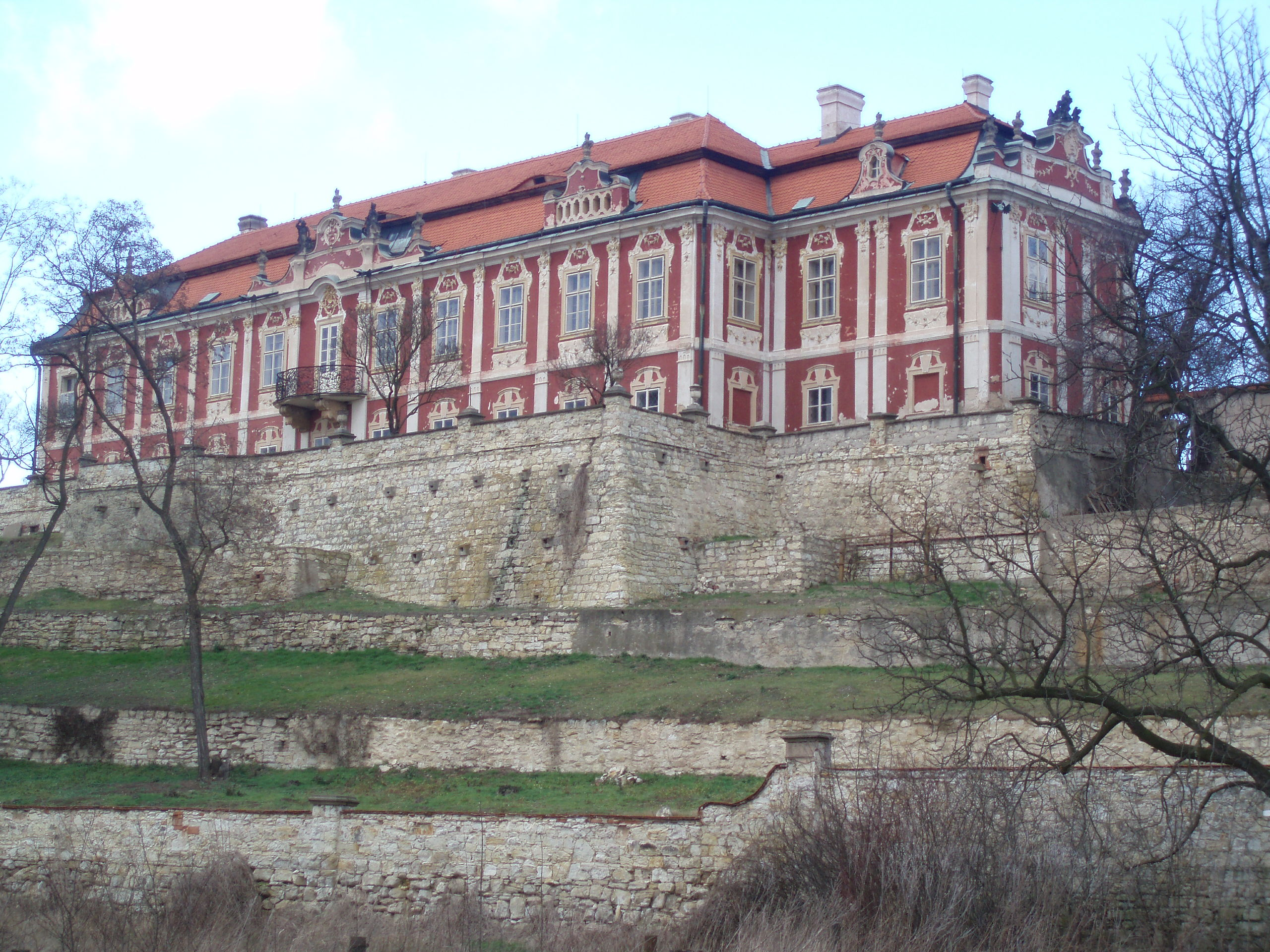
Zámek
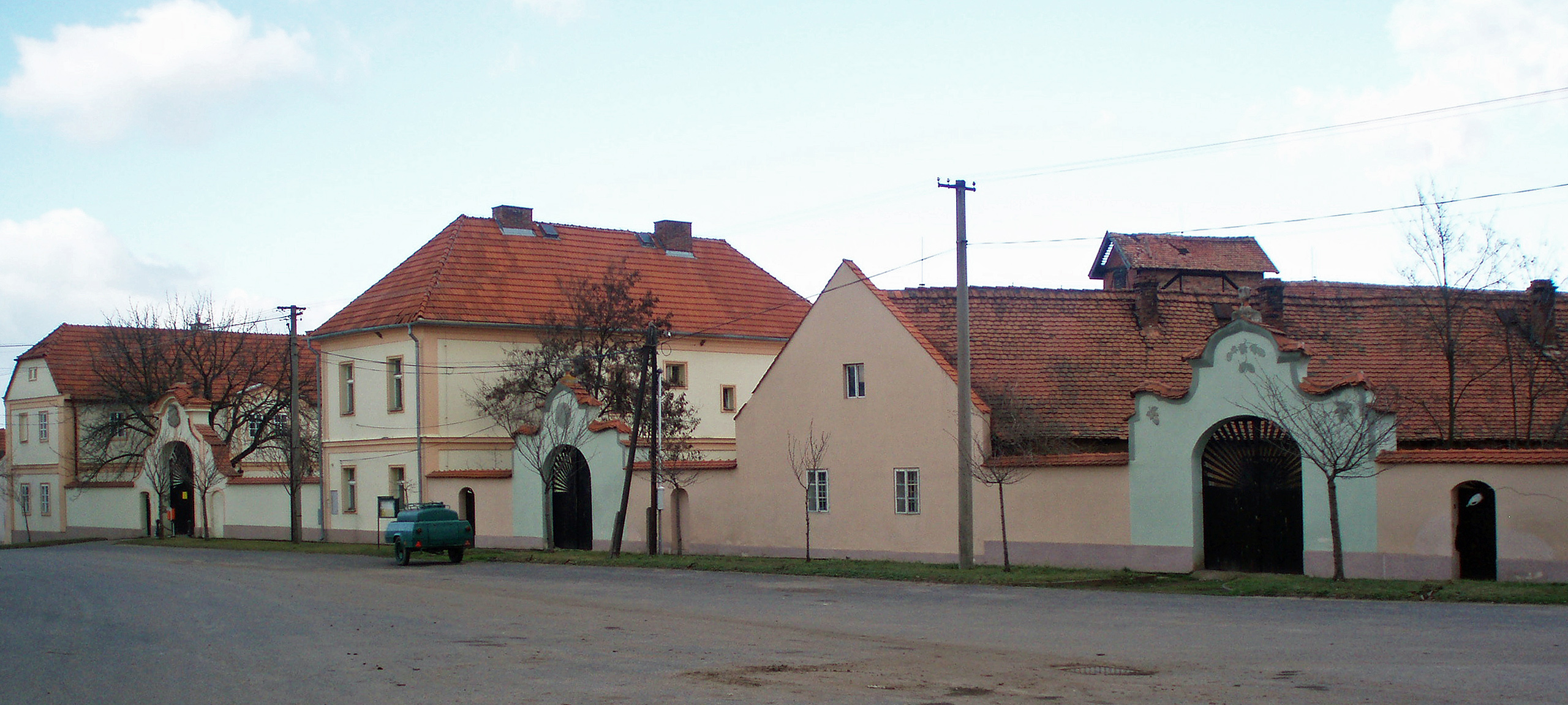
Náves
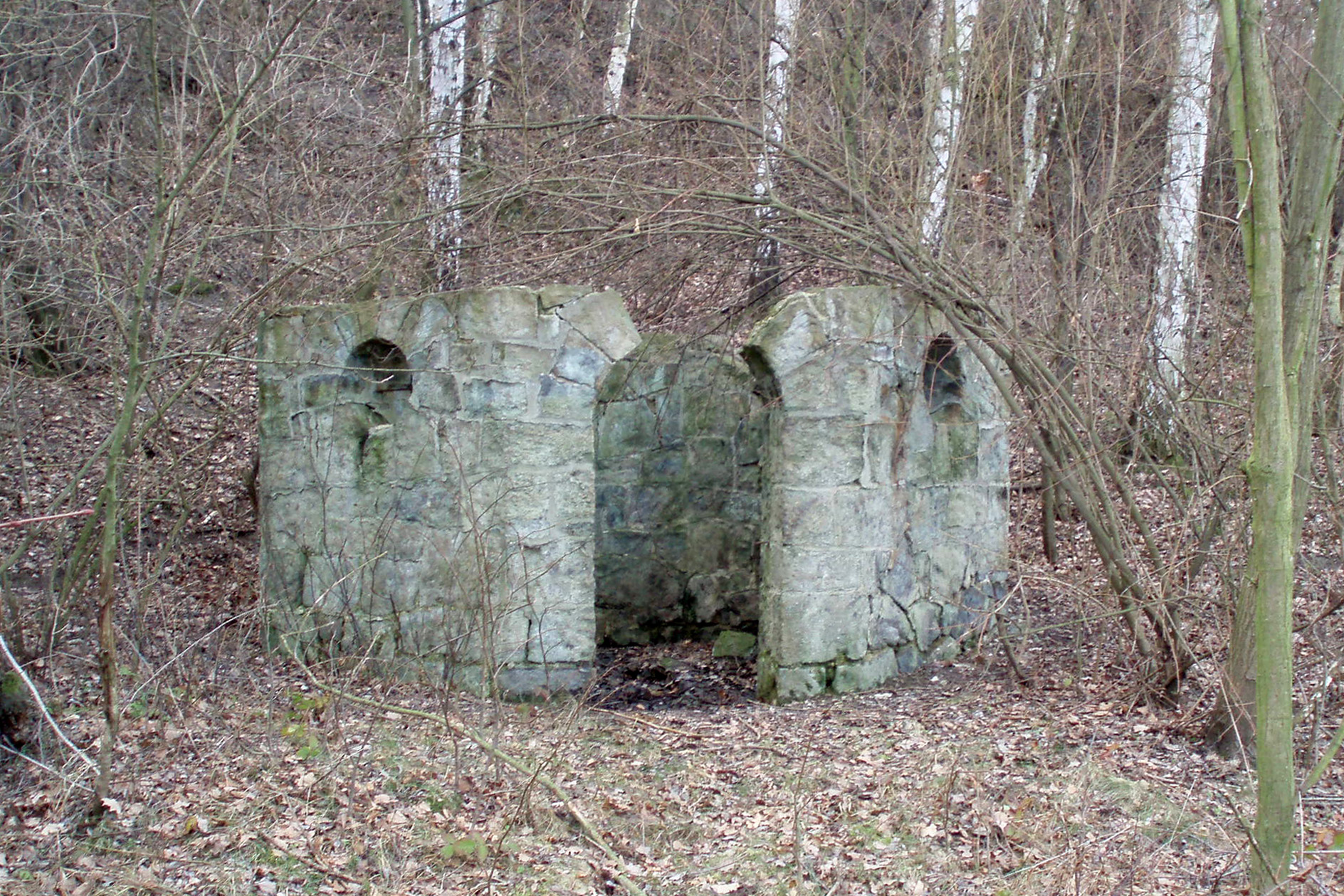
Zaniklý léčivý pramen
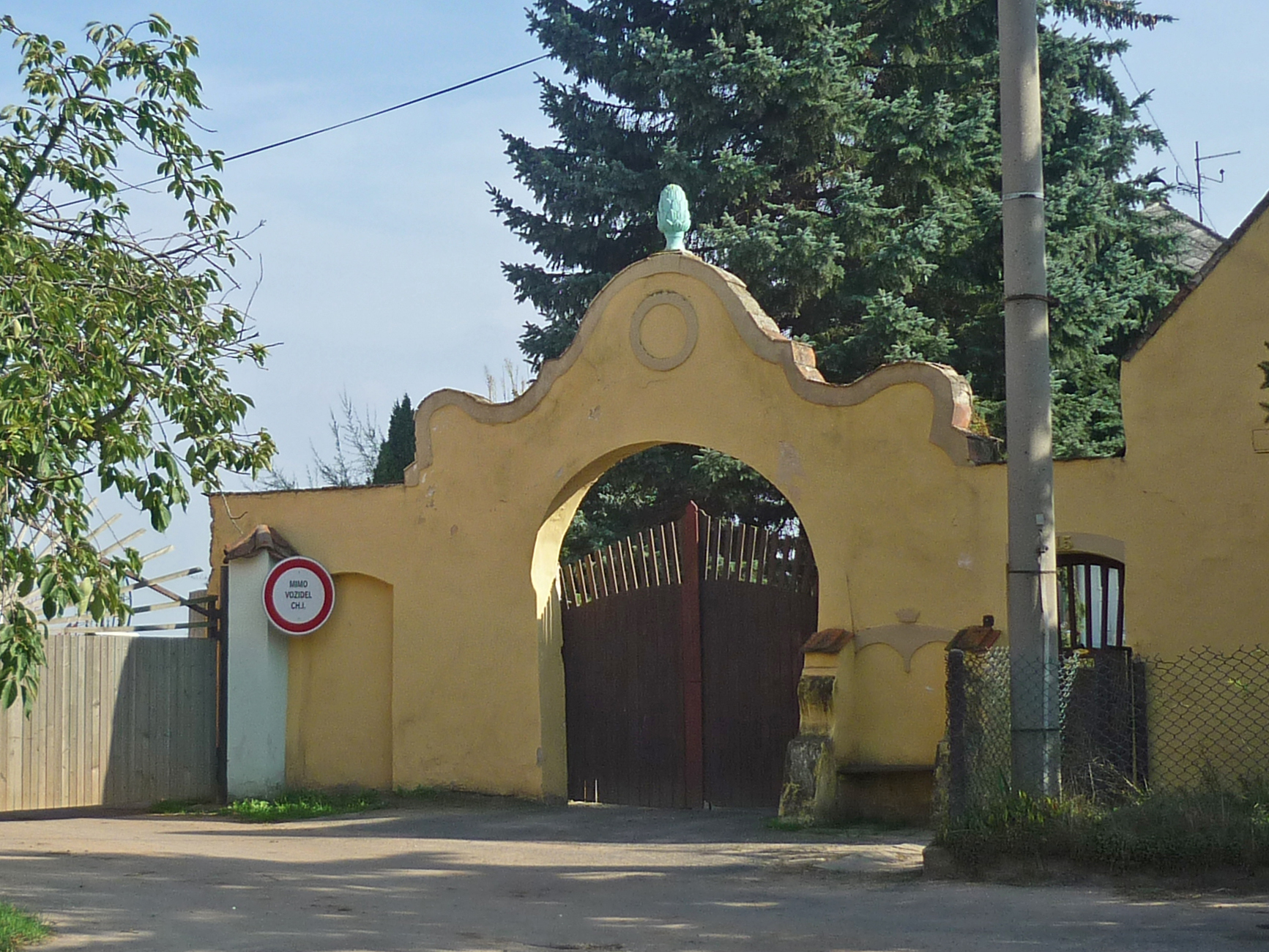
Brána usedlosti čp. 15